# Six Pack (comics)
Pour les articles homonymes, voir Six Pack.
Le Six Pack est une équipe de super-héros appartenant à l'univers de fiction de Marvel Comics. Créé par le scénariste Fabian Nicieza et le dessinateur Rob Liefeld, le groupe est apparu pour la première fois dans le comic book X-Force #8 en mars 1992.

## Origine
Au début, ce groupe formé par Cable s'appelait le Wild Pack. Comme Silver Sable était déjà à la tête d'un groupe portant le même nom, il a adopté celui de Six Pack. Cable fut aussi à l'origine de la fin du groupe, quand il laissa tomber ses équipiers pour poursuivre Stryfe. Hammer devint paraplégique.

## Composition

### Six Pack original
À la base, le Six Pack comprenait : 
- Cable
- son amie, la mercenaire Domino
- G.W. Bridge
- Garrison Kane
- Grizzly
- Hammer

Kane est mort en luttant contre le directeur de Weapon X. Grizzly est décédé.

### Retour
L'équipe a été reformée par le S.H.I.E.L.D. pour lutter contre Cable quand celui-ci développa ses pouvoirs à un niveau très dangereux.
- Domino
- G.W. Bridge
- Hammer
- Constrictor
- Anaconda
- Solo